# Ventojassa ventosa
Ventojassa ventosa är en kräftdjursart som först beskrevs av J. L. Barnard 1962.  Ventojassa ventosa ingår i släktet Ventojassa och familjen Ischyroceridae. Inga underarter finns listade i Catalogue of Life.